# ددلي لوفتوس
ددلي لوفتوس (1619 - 1695 م) هو مستشرق إيرلندي.
تخرج من كلية ترينيتي في دبلن، ومن جامعة أكسفورد. من آثاره: المشاركة في نشر التوراة (1655 - 1657 م).